# David Gnomo amico mio/Dai vieni qui David
David Gnomo amico mio/Dai vieni qui David  è il 27° singolo di Cristina D'Avena, pubblicato nel 1986.

## Descrizione
Come per il singolo precedente, entrambe le canzoni sono legate alla stessa opera. Il brano David Gnomo amico mio è composta Ninni Carucci e scritta da Alessandra Valeri Manera ed è la sigla di apertura e chiusura dell'omonima serie animata. Nell'album omonimo è stata pubblicata anche la versione strumentale, inoltre la base musicale fu utilizzata anche per la sigla spagnola Orsi (Belle et Sebastien).
Dai vieni qui David è l'adattamento italiano del brano spagnolo David, curato sempre da Alessandra Valeri Manera, composto da Hilario Camacho Velilla e Miguel Angel Campos Lopez e il testo scritto da quest'ultimo insieme a Martin Maria Del Rosario Ovelar. Sul 33 giri omonimo è incisa anche la versione strumentale.
Il singolo raggiunse la 20ª posizione dei 45 giri più venduti.

## Tracce
Lato A
1. David Gnomo amico mio – 3:18 (testo: Alessandra Valeri Manera – musica: Ninni Carucci; edizioni musicali Canale 5 Music)

Lato B
1. Dai vieni qui David – 1:38 (testo: Miguel Angel Campos Lopez e Martin Maria Del Rosario Ovelar – musica: Hilario Camacho Velilla e Miguel Angel Campos Lopez; edizioni musicali Crab Ediciones Musicales SA, Canale 5 Music)

## Formazione
David Gnomo amico mio
- Carmelo Carucci – arrangiamento, tastiere
- Piero Cairo – sintetizzatore
- Giorgio Cocilovo – chitarre
- Paolo Donnarumma – basso
- Flaviano Cuffari – batteria
- Lucio Fabbri – violino
- I Piccoli Cantori di Milano – cori
- Niny Comolli – direzione cori
- Laura Marcora – direzione cori

Dai vieni qui David
- Josè Morato – produzione per Crab Ediciones Musicales S.A.
- Carmelo Carucci – produzione versione italiana, supervisione musicale
- Javier Losada – arrangiamento, realizzazione musicale
- Tonino Paolillo – Registrazione e mixaggio al Mondial Sound Studio, Milano
- Mariano Pèrez – realizzazione musicale
- Jorge E. Gomez – realizzazione musicale
- Óscar Gómez – direzione musicale
- I Piccoli Cantori di Milano – cori
- Niny Comolli – direzione cori
- Laura Marcora – direzione cori

## Pubblicazioni all'interno di album e raccolte
David Gnomo amico mio è stata pubblicata in alcuni album e raccolte dell'artista, mentre Dai vieni qui David ha avuto solo quattro pubblicazioni, due su LP e due su CD:
| Anno | Album                                                                           | Titolo                | Versione                                            |
| ---- | ------------------------------------------------------------------------------- | --------------------- | --------------------------------------------------- |
| 1986 | Fivelandia 4                                                                    | David Gnomo amico mio | Versione originale                                  |
| 1986 | David Gnomo amico mio                                                           | David Gnomo amico mio | Versione originale                                  |
| 1986 | David Gnomo amico mio                                                           | David Gnomo amico mio | Base musicale strumentale                           |
| 1986 | David Gnomo amico mio                                                           | Dai vieni qui David   | Versione originale                                  |
| 1987 | Cristina D'Avena con i tuoi amici in TV                                         | David Gnomo amico mio | Versione originale                                  |
| 1987 | Fivelandia Collection                                                           | Dai vieni qui David   | Versione originale                                  |
| 1987 | Fivelandia TV                                                                   | David Gnomo amico mio | Videoclip utilizzato per la trasmissione televisiva |
| 1988 | Cristina D'Avena e i tuoi amici in TV 2                                         | David Gnomo amico mio | Versione originale                                  |
| 1990 | Cristina D'Avena e i tuoi amici in TV 4                                         | David Gnomo amico mio | Versione originale                                  |
| 1991 | Fivelandia TV                                                                   | David Gnomo amico mio | Videoclip utilizzato per la trasmissione televisiva |
| 1992 | Le più belle canzoni di Cristina D'Avena - Volume 2                             | David Gnomo amico mio | Versione originale                                  |
| 1993 | Cantiamo con Cristina - Un mondo di amici                                       | David Gnomo amico mio | Versione originale                                  |
| 1999 | Nel meraviglioso mondo degli gnomi                                              | David Gnomo amico mio | Versione originale                                  |
| 2002 | Greatest Hits                                                                   | David Gnomo amico mio | Versione originale                                  |
| 2003 | Greatest Hits - Volume 1                                                        | David Gnomo amico mio | Versione originale                                  |
| 2004 | Cartoon Story                                                                   | David Gnomo amico mio | Versione originale                                  |
| 2006 | Fivelandia 3 & 4                                                                | David Gnomo amico mio | Versione originale                                  |
| 2006 | Fivelandia 4                                                                    | David Gnomo amico mio | Versione originale                                  |
| 2007 | Nel mondo degli gnomi                                                           | David Gnomo amico mio | Versione originale                                  |
| 2007 | Nel mondo degli gnomi                                                           | Dai vieni qui David   | Versione originale                                  |
| 2011 | Il meglio di Cristina D'Avena                                                   | David Gnomo amico mio | Versione originale                                  |
| 2013 | 30 e poi... - Parte seconda                                                     | Dai vieni qui David   | Versione originale                                  |
| 2015 | Fivelandia Story                                                                | David Gnomo amico mio | Versione originale                                  |
| 2017 | I grandi classici - Le sigle storiche dei cartoni di Canale 5, Italia 1, Rete 4 | David Gnomo amico mio | Versione originale                                  |
| 2018 | Le più belle sigle TV di Bim Bum Bam                                            | David Gnomo amico mio | Versione originale                                  |
| 2018 | Fivelandia Reloaded - Volume 4                                                  | David Gnomo amico mio | Versione originale                                  |